# Eupithecia specialis
Eupithecia specialis is een vlinder uit de familie van de spanners (Geometridae). De wetenschappelijke naam van de soort is voor het eerst geldig gepubliceerd in 1930 door E.A.Schultze.